# Villaba
Villaba è una municipalità di quarta classe delle Filippine, situata nella Provincia di Leyte, nella Regione di Visayas Orientale.
Villaba è formata da 35 baranggay:
- Abijao
- Balite
- Bangcal
- Bugabuga
- Cabungahan
- Cabunga-an
- Cagnocot
- Cahigan
- Calbugos
- Camporog
- Canquiason
- Capinyahan
- Casili-on
- Catagbacan
- Fatima (Pob.)
- Hibulangan
- Hinabuyan
- Iligay

- Jalas
- Jordan
- Libagong
- New Balanac
- Payao
- Poblacion Norte
- Poblacion Sur
- Sambulawan
- San Francisco
- San Vicente
- Santa Cruz
- Silad
- Suba
- Sulpa
- Tabunok
- Tagbubunga
- Tinghub